# Casper Ehrenborg (justitieombudsman)
Casper Isaac Michael Ehrenborg, född 17 november 1788 i Allerums församling, död 16 september 1823 i Klara församling i Stockholm, var en svensk jurist och ämbetsman.

## Biografi
Casper Ehrenborg föddes 1788 på Hjälmshult i Allerums socken och döptes 19 november samma år. Han var son till majoren Jöns Ehrenborg vid Norra skånska kavalleriregementet och Beata Maria Tham, dotter till kornetten Isak Tham. Ehrenborg blev auskultant i Göta hovrätt under 1800-talets första decennium, extra ordinarie kanslist i Krigsexpeditionen 1807 och erhöll protokollssekreterares namn, heder och värdighet 1809. Han blev kopist i Krigsexpeditionen 2 augusti samma år och vice advokatfiskal i Kammarrätten 3 december samma år, landssekreterare i Skaraborgs län 20 december 1810 och expeditionssekreterare i Kunglig Majestäts kansli 5 juni 1813.
Ehrenborg blev korresponderande ledamot av Lantbruksakademin 1818 och riddare av Nordstjärneorden 1819.
Ehrenborg var från 28 januari 1818 till 28 januari 1822 sekreterare i Skaraborgs läns hushållningssällskap och från 1821 till 1823 ordförande i samma sällskap. Han blev vice landshövding i Skaraborgs län 16 juli 1821 och erhöll på begäran avsked från landssekreteraresysslan 19 februari 1823. Samma år blev han Riksens ständers justitieombudsman. Ehrenborg avled samma år i Stockholm och blev begraven på Klara kyrkogård.

### Familj
Ehrenborg gigfte sig 1 september 1811 i Karlstads domkyrka med författaren Anna Fredrika Carlqvist (1794–1873), dotter till handelsmannen Nils Carlqvist och Anna Christina Reimer i Karlstad. De fick tillsammans barnen Georg Sebastian Ehrenborg (1812–1812), miniatyrmålaren Anna Beata Ehrenborg (1813–1894) som var gift med generallöjtnanten Johan af Kleen, Johan August Ehrenborg (1814–1824), Ulla Bring (1815–1901) som var gift med biskopen Ebbe Gustaf Bring i Linköpings stift, Catharina Elisabet Ehrenborg (1817–1817), författaren Betty Ehrenborg (1818–1880) som var gift med aktuarien Johan August Posse af Säby, Rikard Mikael Ehrenborg (1819–1819) och doktorn Richard Ehrenborg (1821–1887).